# 室堂
室堂（むろどう）とは、修験者が宿泊したり祈祷を行ったりする堂であり、山岳信仰や神奈備がある神体山では建立されることが多い。またはそこから派生した地名・列車愛称。
1. 室堂（立山室堂） - 立山の登山拠点。住所は富山県中新川郡立山町芦峅寺（あしくらじ）室堂（正確には芦峅寺字ブナ坂外第11国有林内）。郵便番号は930-1414[1]。標高約2,450 m。
2. 室堂（白山室堂） - 白山の登山拠点。住所は石川県白山市白峰室堂平。郵便番号は920-2501[2]。標高約2,450m。
3. 室堂 - 越知山にある越知神社の社務所またはその周辺。住所は福井県丹生郡越前町大谷寺（飛地）。
4. 室堂（小文殊） - 文殊山にある阿弥陀如来が安置されている建物またはその周辺。住所は福井県福井市西袋町。
5. むろどう - 列車の名前。立山室堂が由来。

本項では「立山室堂（立山の登山拠点）」について解説する。

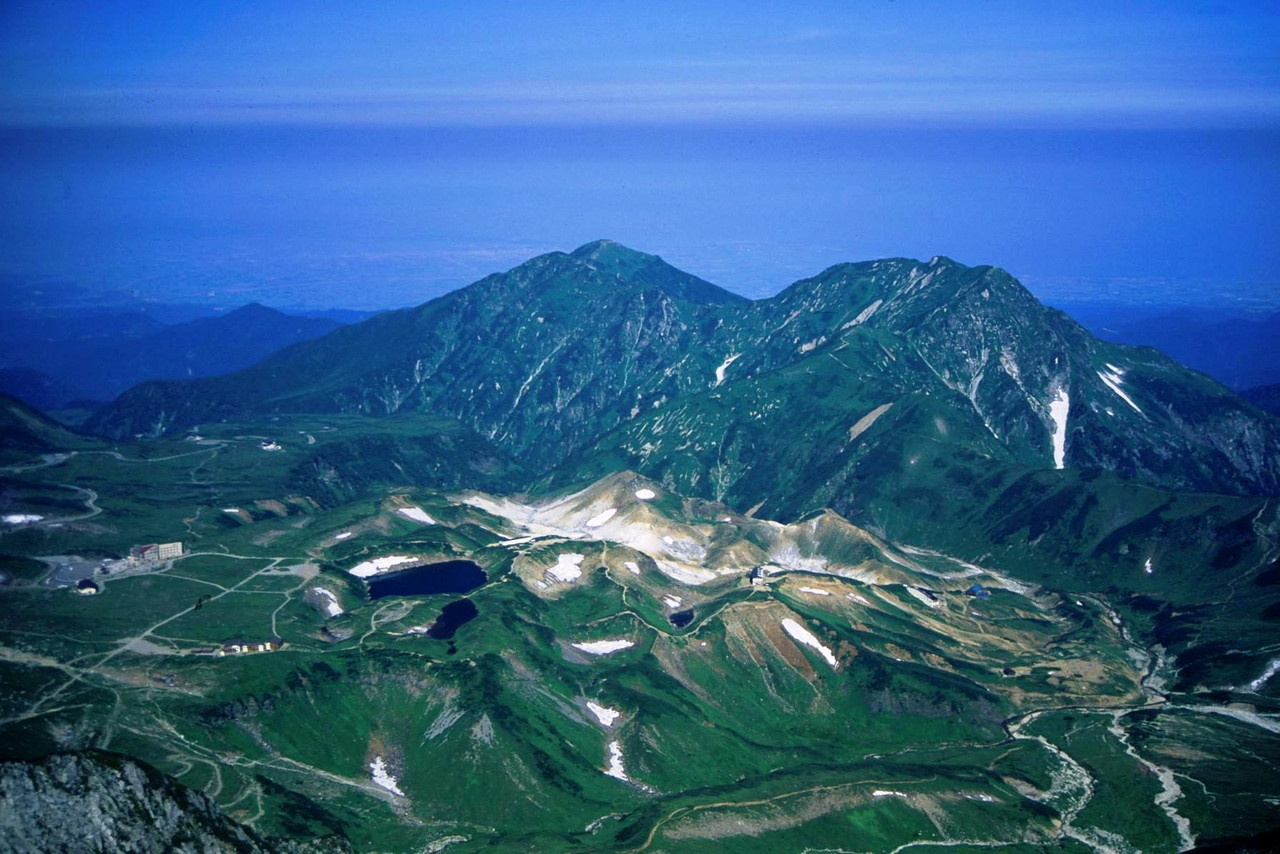
立山から望む室堂平と大日連峰

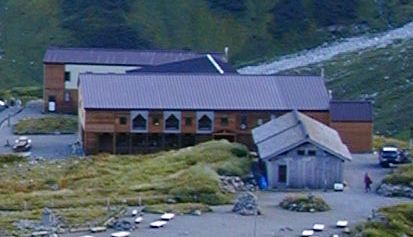
手前の建物が重要文化財の室堂
奥の大きな建物は現在の室堂小屋

室堂（むろどう）および室堂平（むろどうだいら）は、立山火山の活動によって形成された弥陀ヶ原溶岩台地の上部地域である。

## 概要
飛騨山脈（北アルプス）北部の立山連峰にあり、一帯は中部山岳国立公園の特別保護地区および特別地域である。近年では、室堂といえば室堂ターミナル周辺の室堂平一帯を指す。
室堂は立山黒部アルペンルートのコース上にあり、立山や剱岳の登山の拠点となっている。室堂ターミナル付近にあるミクリガ池やミドリガ池は立山火山の火口湖であり、地獄谷では現在でも火山性ガスや硫黄などの噴出物がある。周辺に遊歩道が整備され観光スポットとなっている。この地下から湧き出す温泉は、周辺のホテルや山小屋などの宿泊施設に供給されている。
室堂平の南部には室堂山という山があり、立山カルデラの展望台が設置されている。整備の行き届いた遊歩道が整備されており、観光がてらの散策ルートとなっている。

## 由来
本来「室堂」とは室堂ターミナルから徒歩10分ほどのところにある江戸時代の建物のことで、元来は修験者が宿泊または祈祷を行った堂であり、のちに立山に登拝する宗教登山者の基地となった。建材として美女平のタテヤマスギが使われている。この建物は「室堂小屋」あるいは「立山室堂」と呼ばれ、国の重要文化財に指定されている。
新たな室堂山荘を隣接地に新築した上で、それまで山小屋として使われていたこの室堂小屋の建物は大規模な復元修理が行われた後、貴重な歴史的建造物として保存され、内部が有料で一般公開されている。現存する建物は加賀藩の援助で18世紀に建てられたものだが、最初のものは14世紀に建てられたと考えられている。

## 自然

### 地質
室堂平自体が火口跡（マール）の盆地であり、この地域のほとんどが立山火山噴出物の安山岩から成るが、それに混じって花崗岩の巨石も見られる。これはかつて存在した氷河によって立山・浄土山などから流れ落ちた迷子石と考えられる。

### 植物
室堂平は風の当たり方や背後に高山がある盆地といった条件から雪溜まりとなっており高山植物が多く見られるエリアとなっている。
9月末頃には一面チングルマやイワイチョウの草紅葉が見られる。

## 立山玉殿の湧水

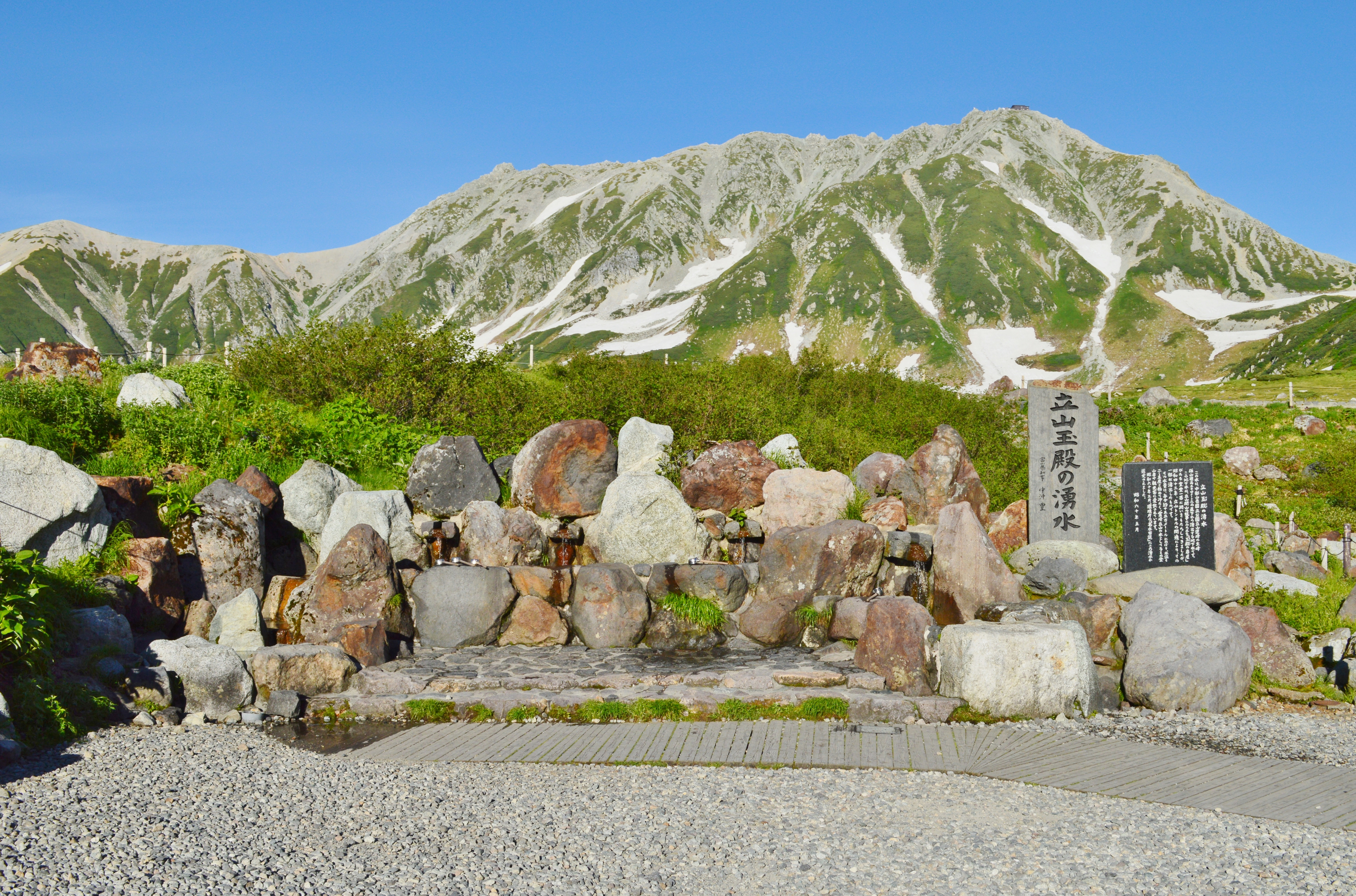
立山玉殿の湧水（後背は立山）

立山玉殿は室堂駅の東100mほどに位置する「玉殿岩屋」に湧く『立山開山記』にも記載されている湧水をいう。1968年（昭和43年）、立山黒部アルペンルートの立山連峰を貫く立山トンネル掘削作業中に雄山の直下の破砕帯から日量2万t、水温2 - 5°Cの地下水が噴出した。この水が室堂バスターミナル後方の場所まで引かれ水飲み場が設けられている。また、この水はホテル立山の水道水としても利用されている。ほか「立山黒部サービス」ではこの湧水を全国に販売している。なお、市販されている湧水では全国で一番高いところで採取されている。水飲み場は5月下旬から10月下旬まで利用できる。1985年（昭和60年）、立山玉殿の湧水として、名水百選の一つに指定された。

## 周辺施設など
周辺は森林限界のハイマツ帯でライチョウの生息地となっている。またタテヤマリンドウ、チングルマなどの多くの高山植物が自生している。
- 立山自然保護センター - 室堂駅の東隣に2000年（平成12年）7月に開設された富山県の施設。1976年（昭和51年）7月に開設された旧施設の隣に新設されて、ライチョウや高山植物などの無料展示を行っている[8]。
- 立山センター総合活動拠点施設 - 旧立山自然保護センターに、富山県警上市警察署室堂警備派出所（山岳警備隊）や富山県立中央病院の立山診療所など機関が入居している[9]。
- 雷鳥沢キャンプ場 - 雷鳥平にある収容能力テント300張のキャンプ指定地。
  - 夏山診療所 - 夏期登山シーズン中に、金沢大学医学部立山診療所の夏山診療所が雷鳥沢キャンプ指定地管理事務所に開設される[10]。
- 立山山頂簡易郵便局 - 1981年（昭和56年）7月18日に設置、同年7月20日に取扱を開始した定期開設局[11]。ホテル立山1階に所在[12]。古くは、1953年（昭和28年）6月15日に、立山頂上郵便局が室堂に開設され[13]、立山山頂郵便局へ改称した[14]後、1981年（昭和56年）7月20日に閉鎖された[15]。
- 宿泊施設
  - ホテル立山
  - 室堂小屋
  - みくりが池温泉
  - 雷鳥荘 - らいちょう温泉
  - ロッジ立山連峰
  - 雷鳥沢ヒュッテ

## 交通アクセス
下記以外の方法では本格的な登山となる。
富山県富山市方面から
立山駅まで電車や自家用車などで移動、そこから立山ケーブルカーと立山高原バスを乗り継いで室堂ターミナルへ至る。7・8月には富山駅から直行バスも運行される。
自動車では富山平野から観光バス利用で立山有料道路を使って到達できるが、マイカー規制により自家用車は乗り入れできない。
長野県大町市方面から
扇沢駅まで自家用車や路線バスで登り、そこから関電トンネル電気バスで黒部ダム駅へ、ダム上を歩き黒部湖駅から黒部ケーブルカーに乗る。黒部平から立山ロープウェイ、そして立山トンネル電気バス（旧・トロリーバス）と乗り継いで室堂ターミナルに到達する。

## 災害

### 雪崩
アルペンルートが閉鎖直前となる11月下旬、開通直後の4月の室堂一帯は、アクセスが容易な雪山の環境であり多くの冬山登山者やスキーヤーが訪れる。しかしながら室堂は、急峻な峰々に囲われた地形であり、しばしば斜面から室堂に向かって発生する雪崩に巻き込まれることによる死亡事故が発生する。
- 2005年（平成17年）11月23日 - 浄土山斜面からの雪崩により1人死亡[18]
- 2007年（平成19年）4月18日 - 雷鳥沢斜面からの雪崩により1人死亡[19]
- 2010年（平成22年）11月30日 - 国見山斜面からの雪崩により2人死亡
- 2013年（平成25年）11月23日 - 真砂岳斜面からの雪崩により7人死亡
- 2016年（平成28年）11月29日 - 雄山（一の越）斜面からの雪崩により1人死亡

また、死者は生じていないものの、1968年（昭和43年）には冬季閉鎖中の雷鳥荘の建物が雪崩の被害に遭い、春先に建物が「蒸発」していると報告される出来事も発生した。

### 火山活動
室堂一帯（弥陀ヶ原）は、気象庁が常時観測する火山の一つとなっている。過去に噴火による死者は発生していないまでも、1967年には、キャンプ中の登山者2人が火山ガス（硫化水素）中毒により死亡している。また、2012年からは、一部で噴気活動が活発化したことから、室堂から地獄谷周辺にかけた遊歩道が閉鎖されている。

## ギャラリー

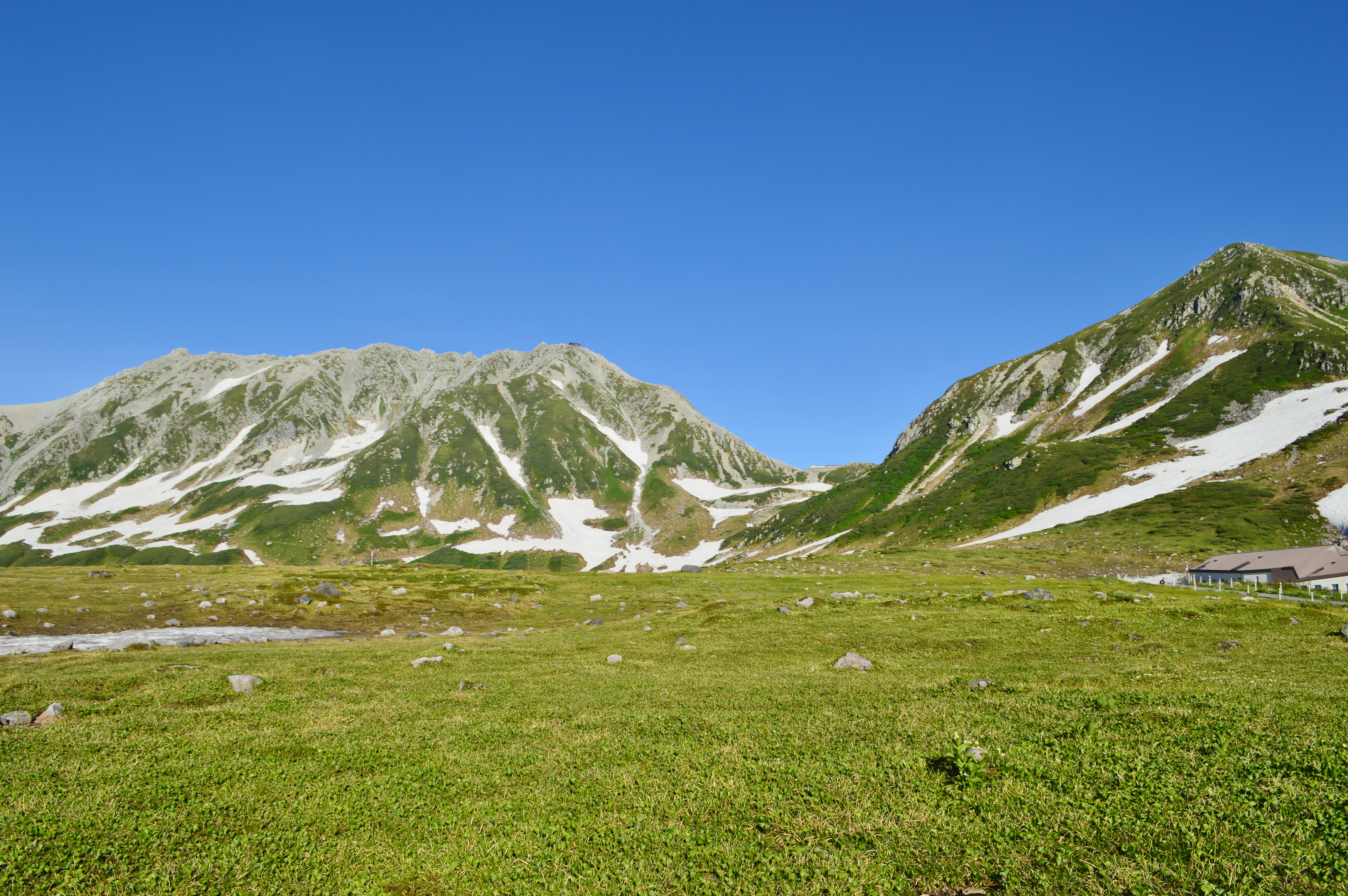
立山・浄土山を背景に広がる室堂平
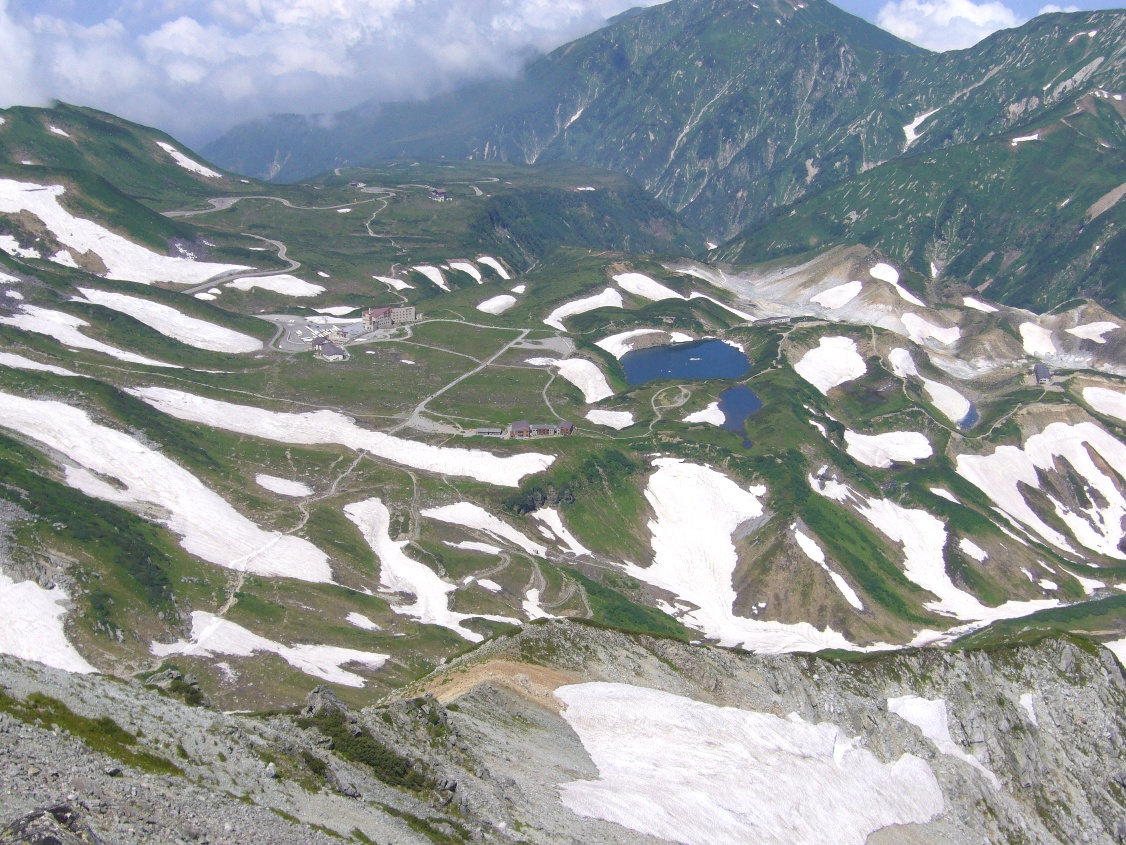
雄山から望む室堂平
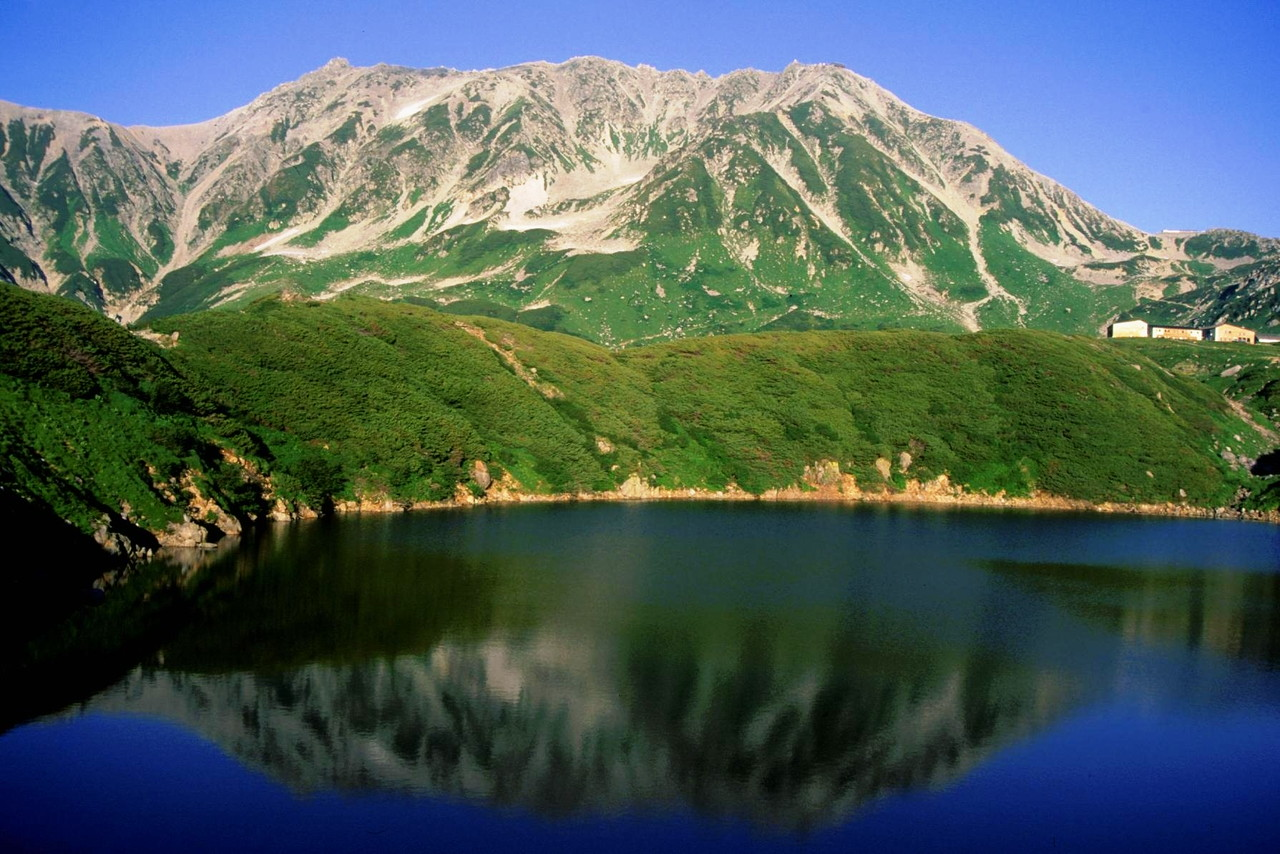
立山・ミクリガ池・室堂山荘
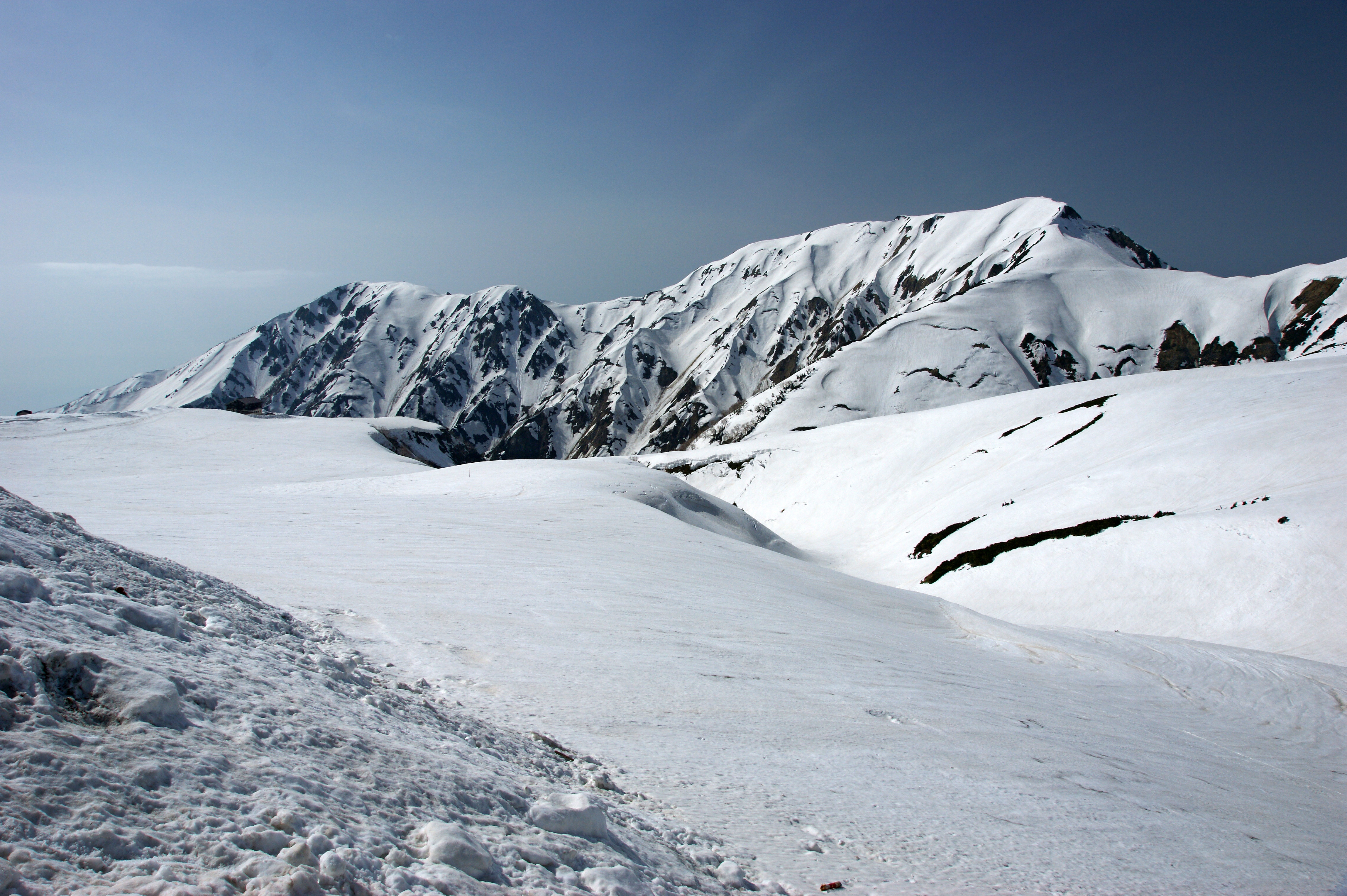
パノラマロードから望む大日連峰
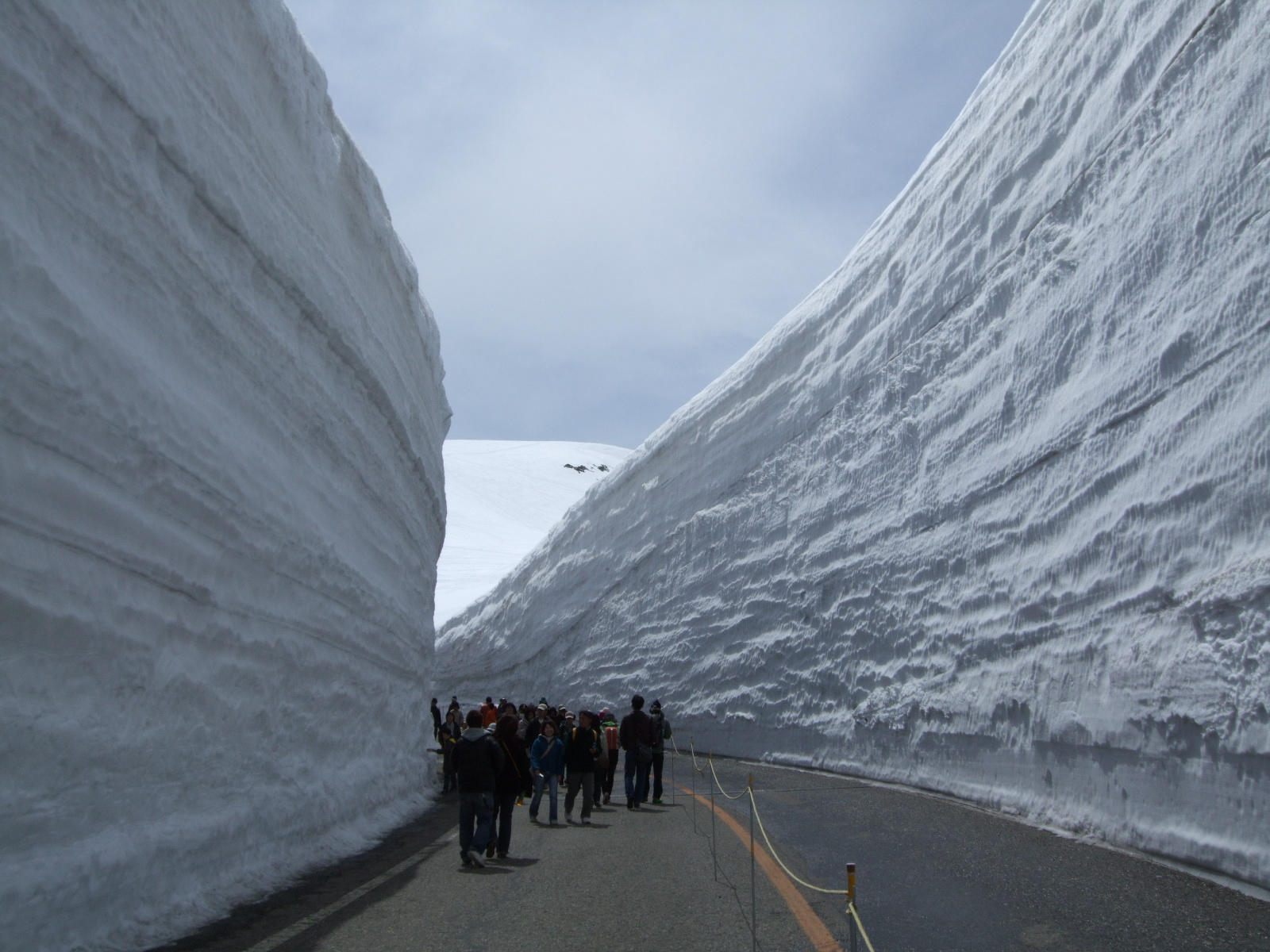
雪の大谷
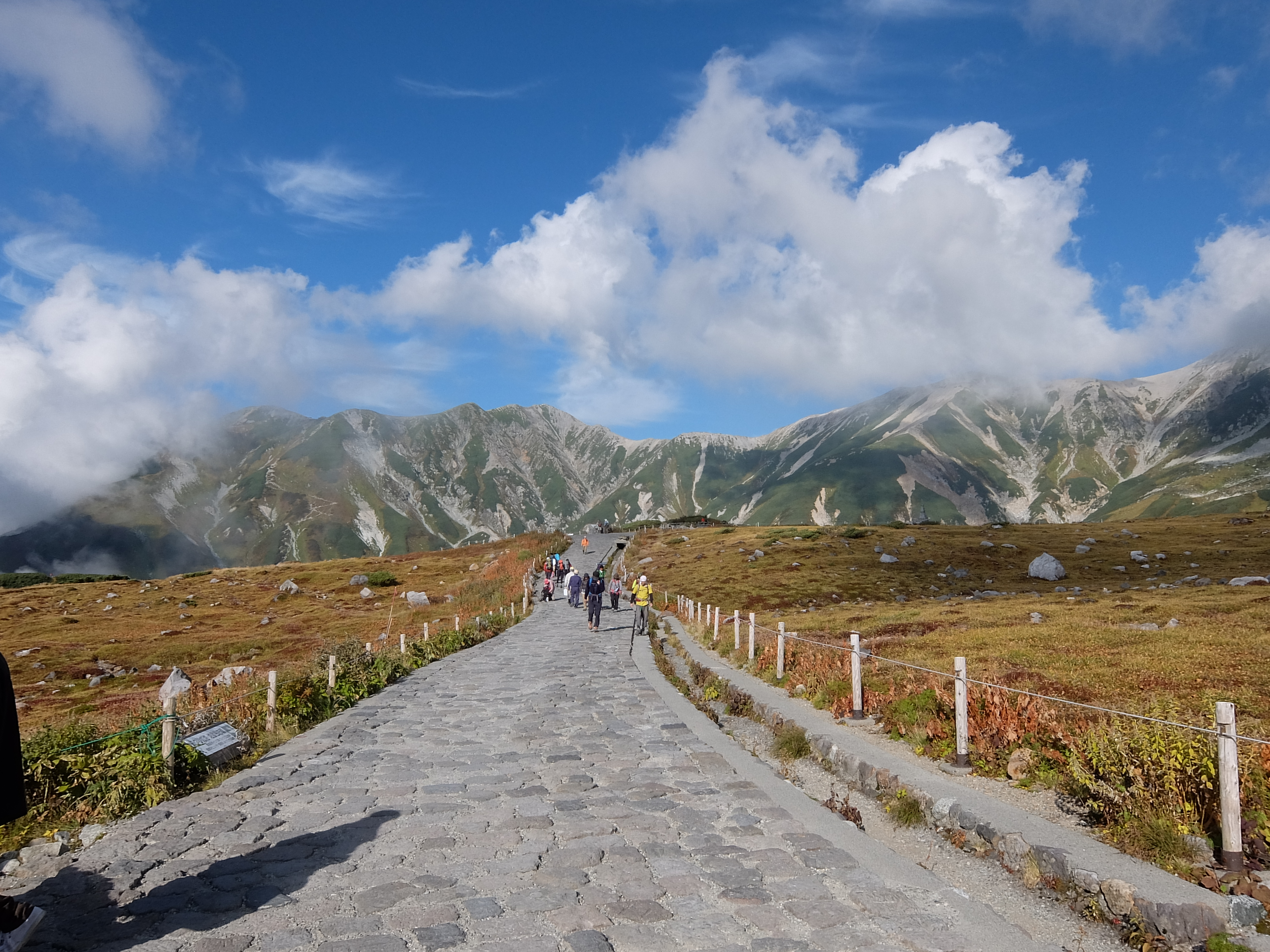
室堂ターミナルより室堂平へ向かう道
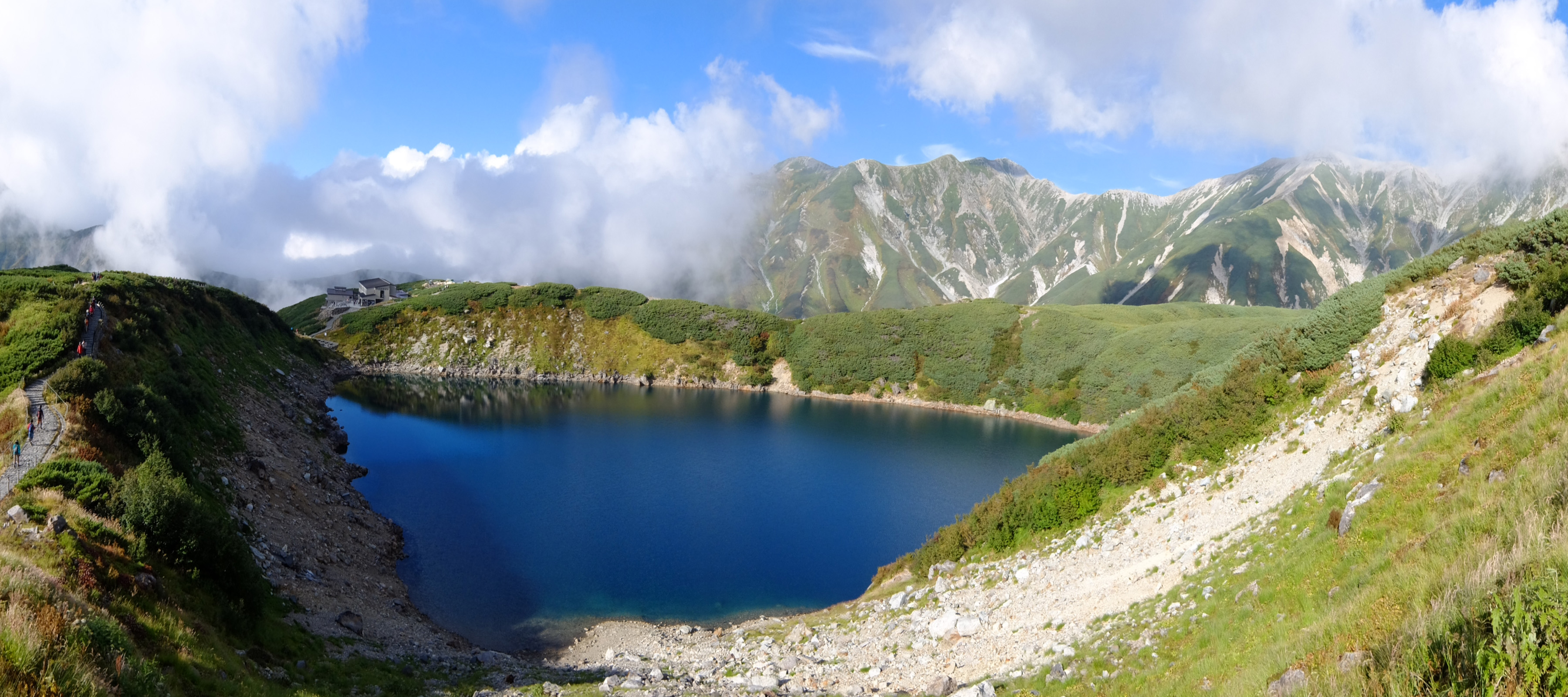
ミクリガ池
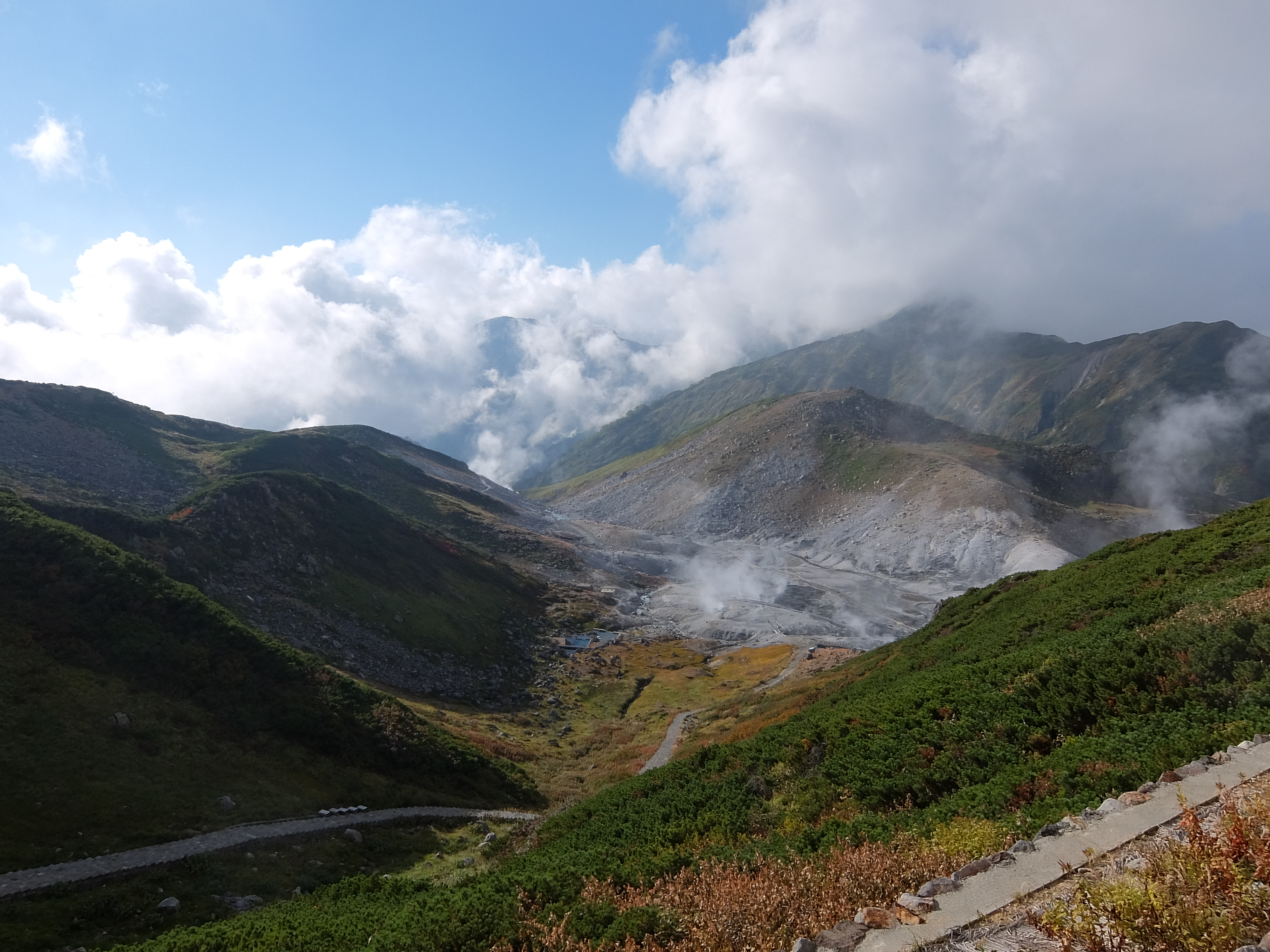
室堂平より地獄谷を望む
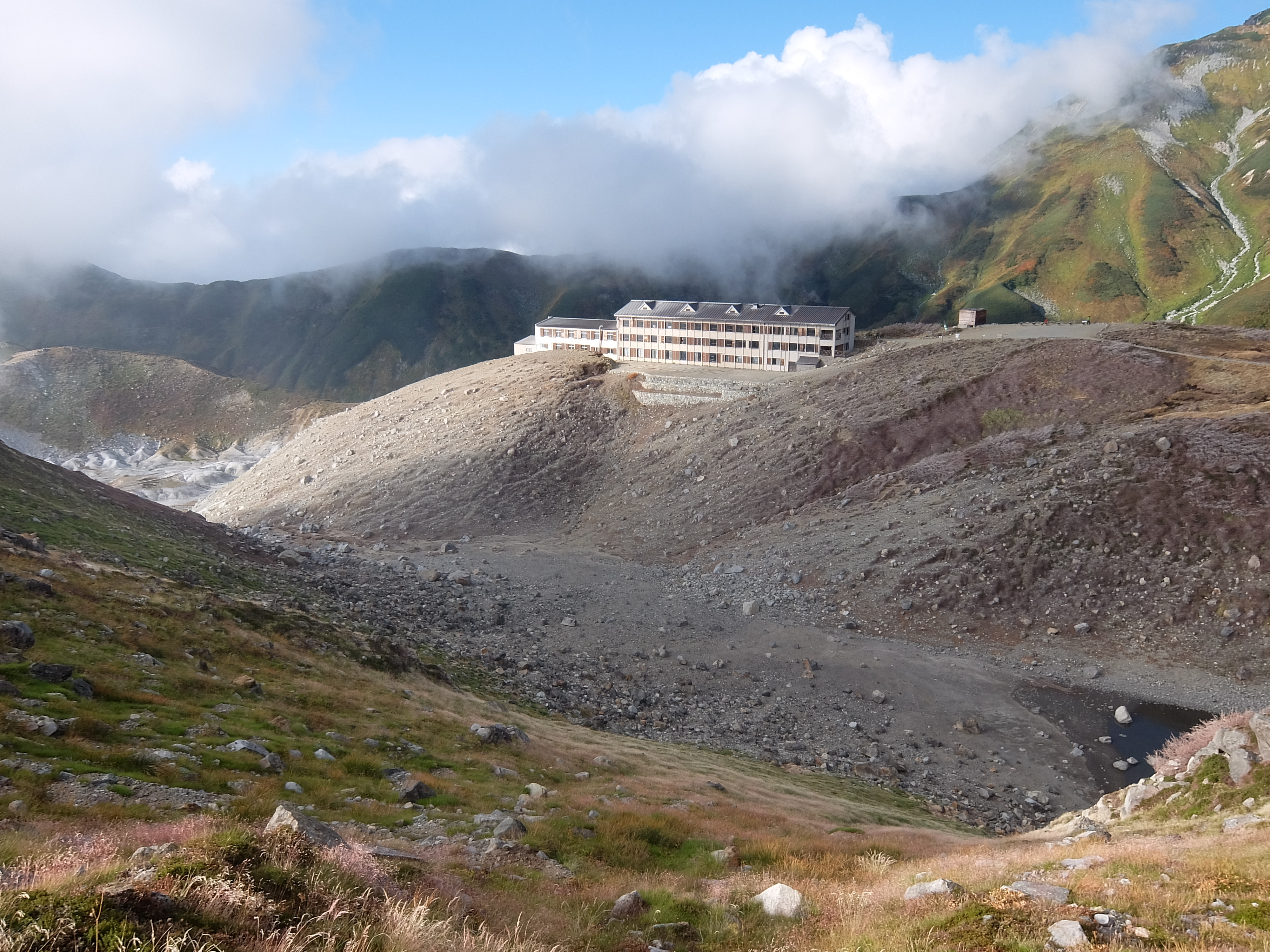
雷鳥荘
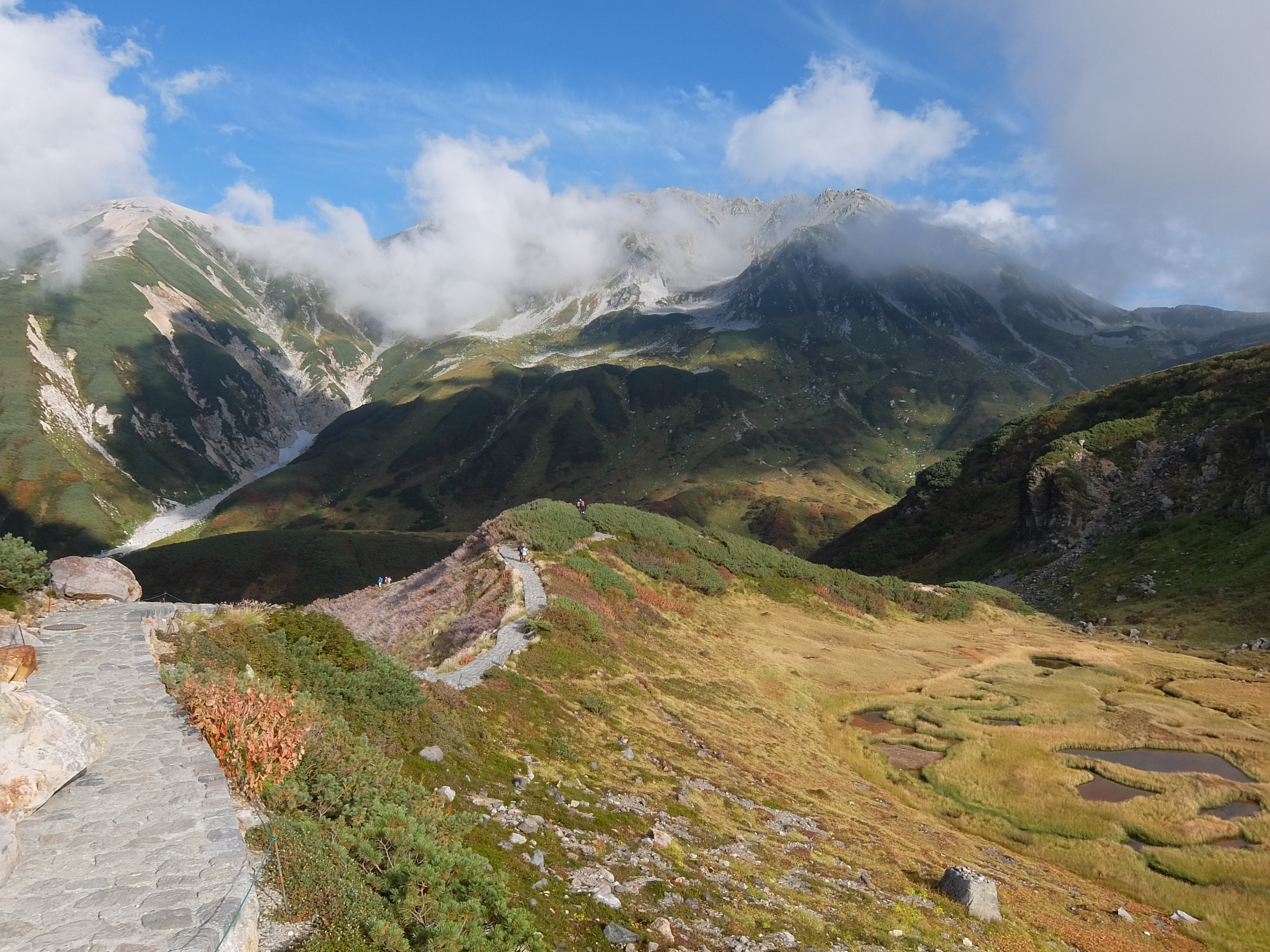
室堂平より雷鳥荘へ向かう道
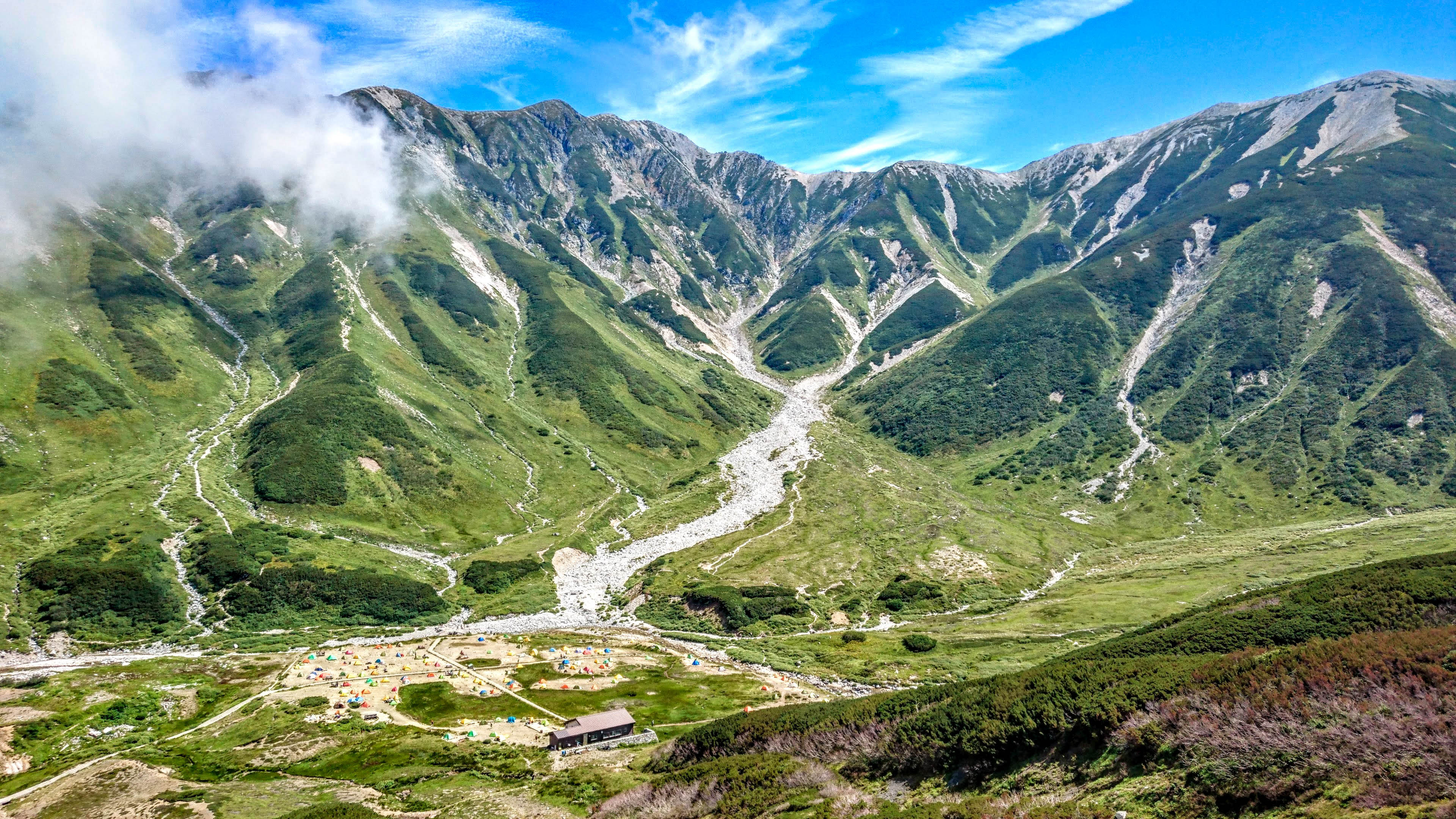
カラフルなテントが並ぶ雷鳥沢キャンプ場
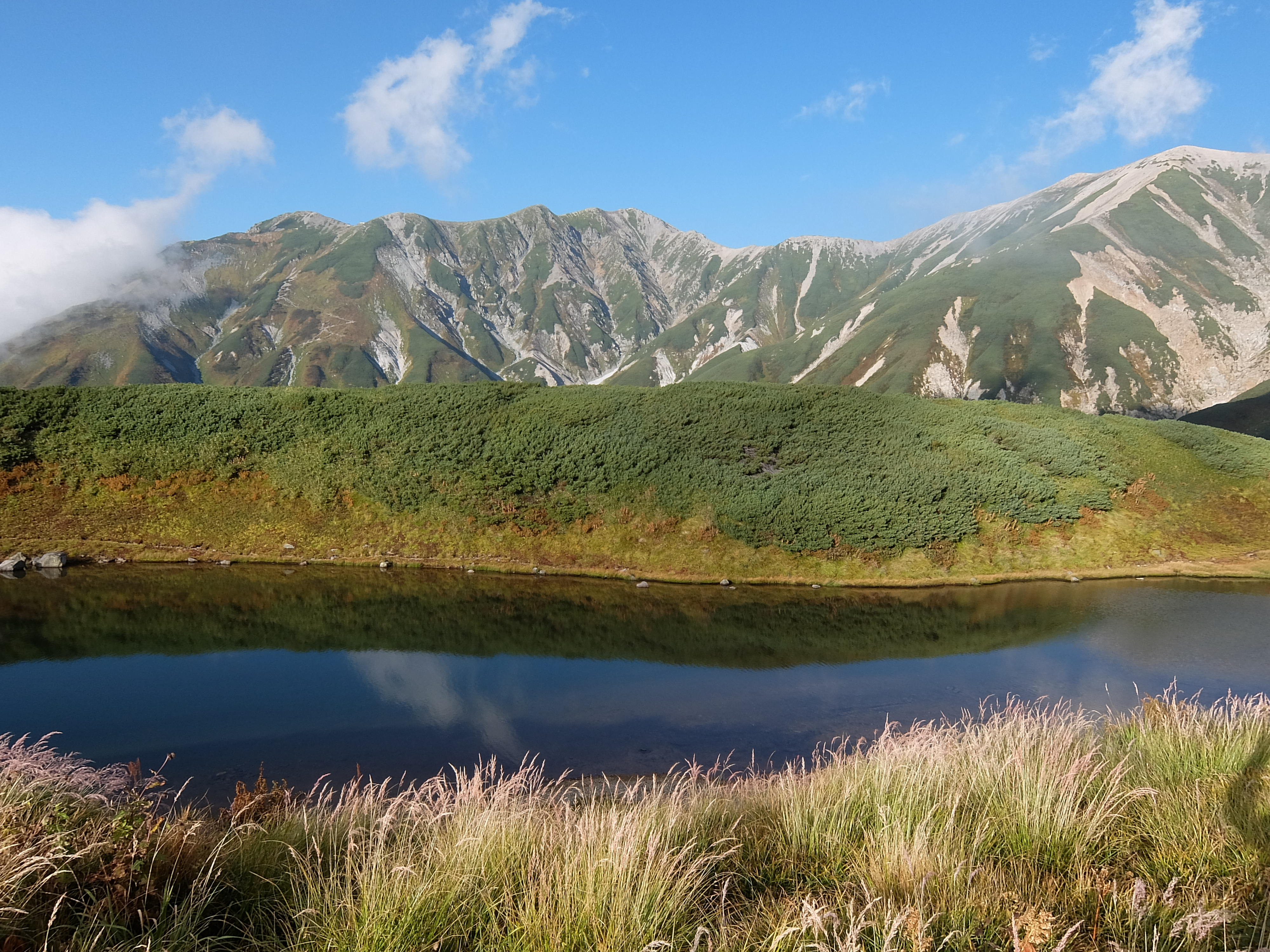
ミドリガ池
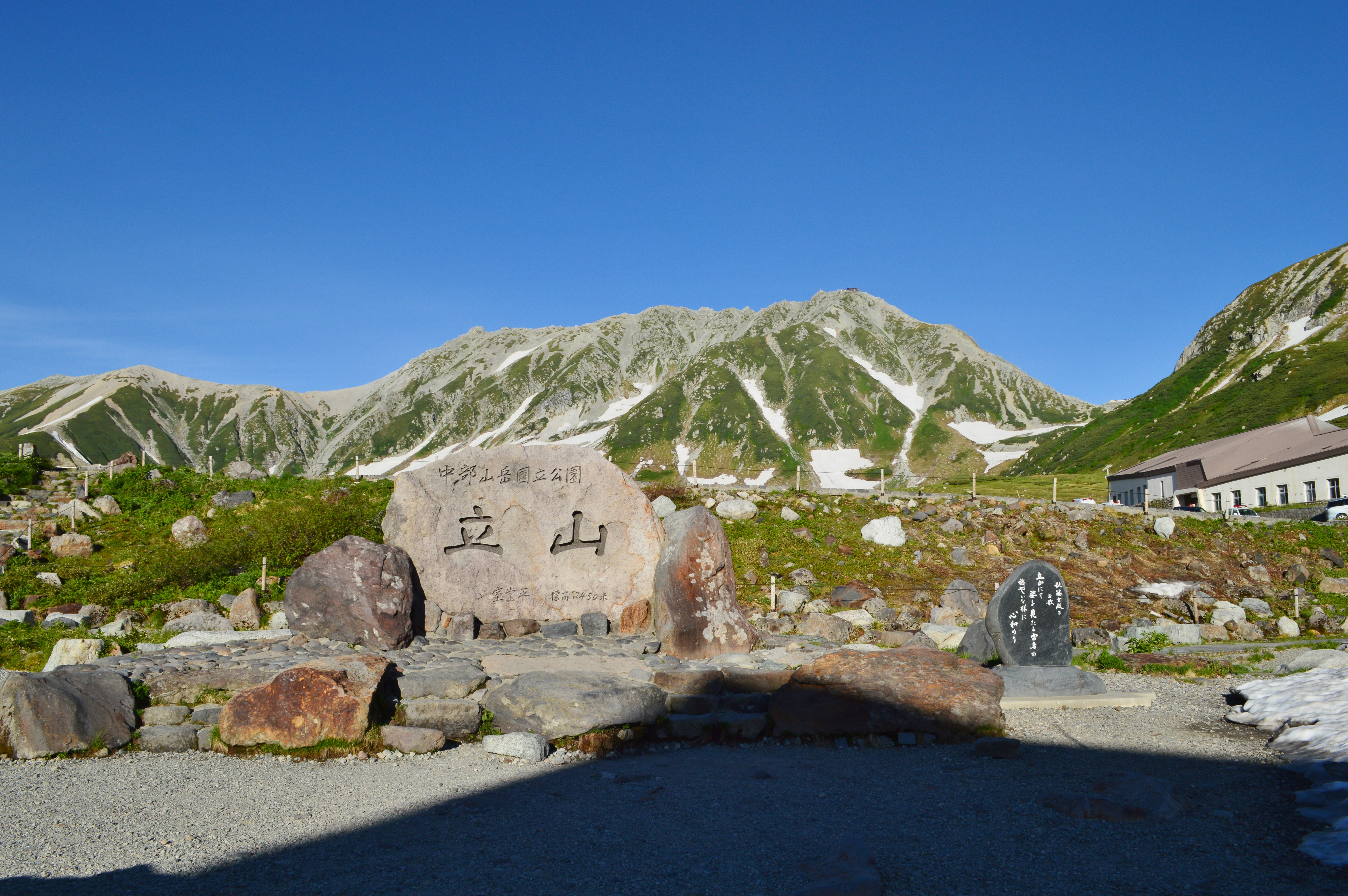
室堂ターミナル前 立山の石碑付近
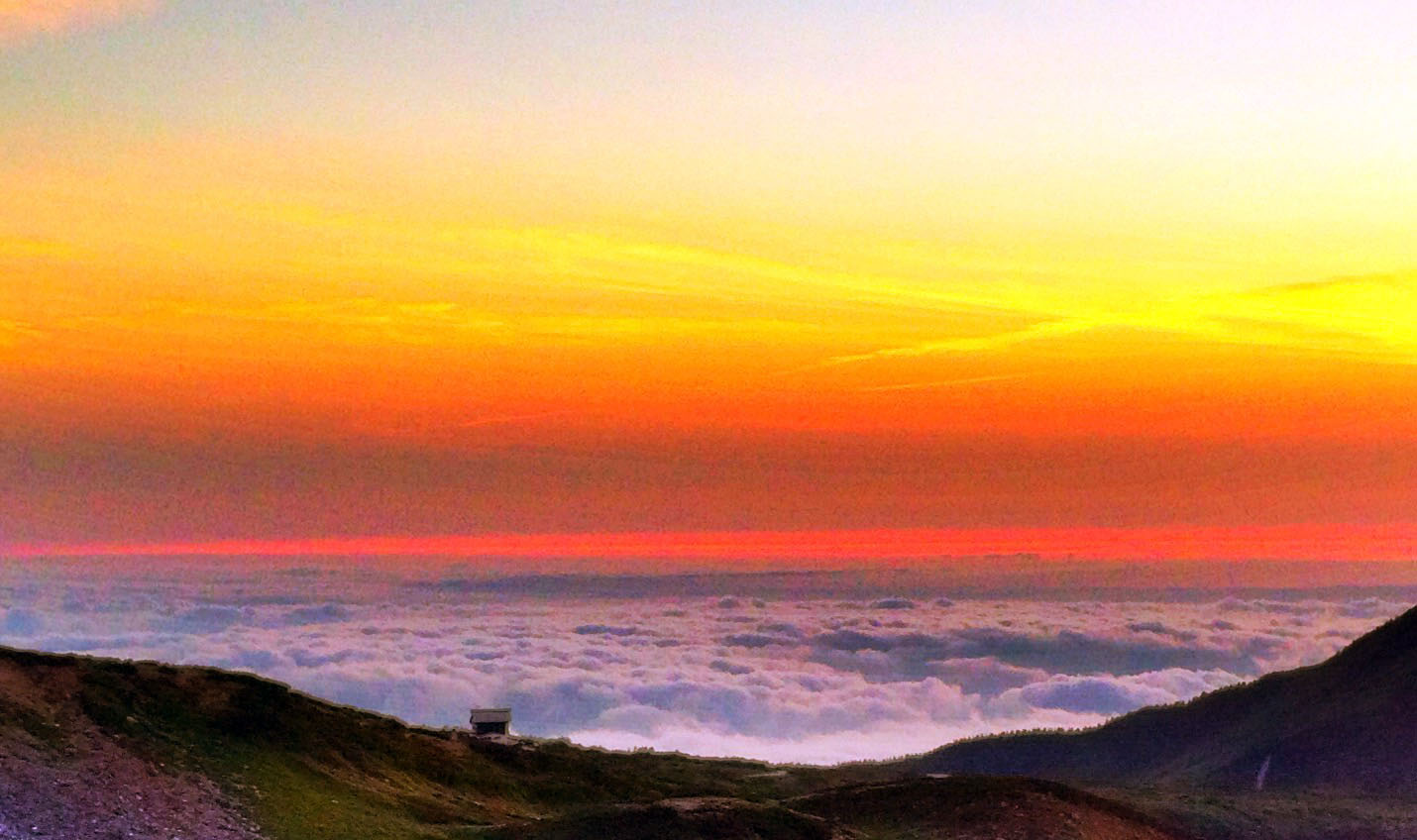
室堂での雲海

## その他
NTTドコモ北陸は、2008年（平成20年）3月25日0時で、立山室堂地区における「mova」の利用を停止した。4月1日以降は3Gサービス「FOMA」などしか利用できなくなった。NTTドコモグループが2Gのサービスを打ち切ったのはこれが初めてであった。現在はXiも利用可能である。
ソフトバンクモバイルでも同様に、同年3月24日0時に2G（SoftBank 6-2）のサービスを停止し、4月1日に3G（SoftBank 3G）のサービスを開始した。
なお、auはこれ以前より3Gの利用が可能であった。
ウィルコムもサービスエリアであるが、イー・モバイルおよびUQ WiMAXは圏外である。